# اسکات آرفیلد
اسکات آرفیلد (انگلیسی: Scott Arfield؛ زادهٔ ۱ نوامبر ۱۹۸۸) بازیکن فوتبال اهل اسکاتلند است که اکنون به عنوان هافبک برای تیم شارلوت اف‌سی بازی می‌کند.

## باشگاهی
از باشگاه‌هایی که در آن بازی کرده‌است می‌توان به باشگاه فوتبال فالکیرک، باشگاه فوتبال هادرزفیلد تاون، باشگاه فوتبال برنلی، و تیم ملی فوتبال کانادا اشاره کرد.

## تیم ملی
وی همچنین در تیم‌های ملی فوتبال تیم ملی فوتبال زیر ۱۹ سال اسکاتلند تیم ملی فوتبال زیر ۲۱ سال اسکاتلند Scotland B تیم ملی فوتبال کانادا بازی کرده‌است.